# Armia Tennessee (Konfederacja)
Armia Tennessee – główna siła Konfederacji działająca pomiędzy Appalachami i Missisipi podczas wojny secesyjnej. Została sformowana jesienią 1862 roku i brała udział w walkach w zachodnim teatrze do 1865. Nie należy jej mylić z unijną Armią Tennessee (ang. Army of the Tennessee).

## Historia

### 1862

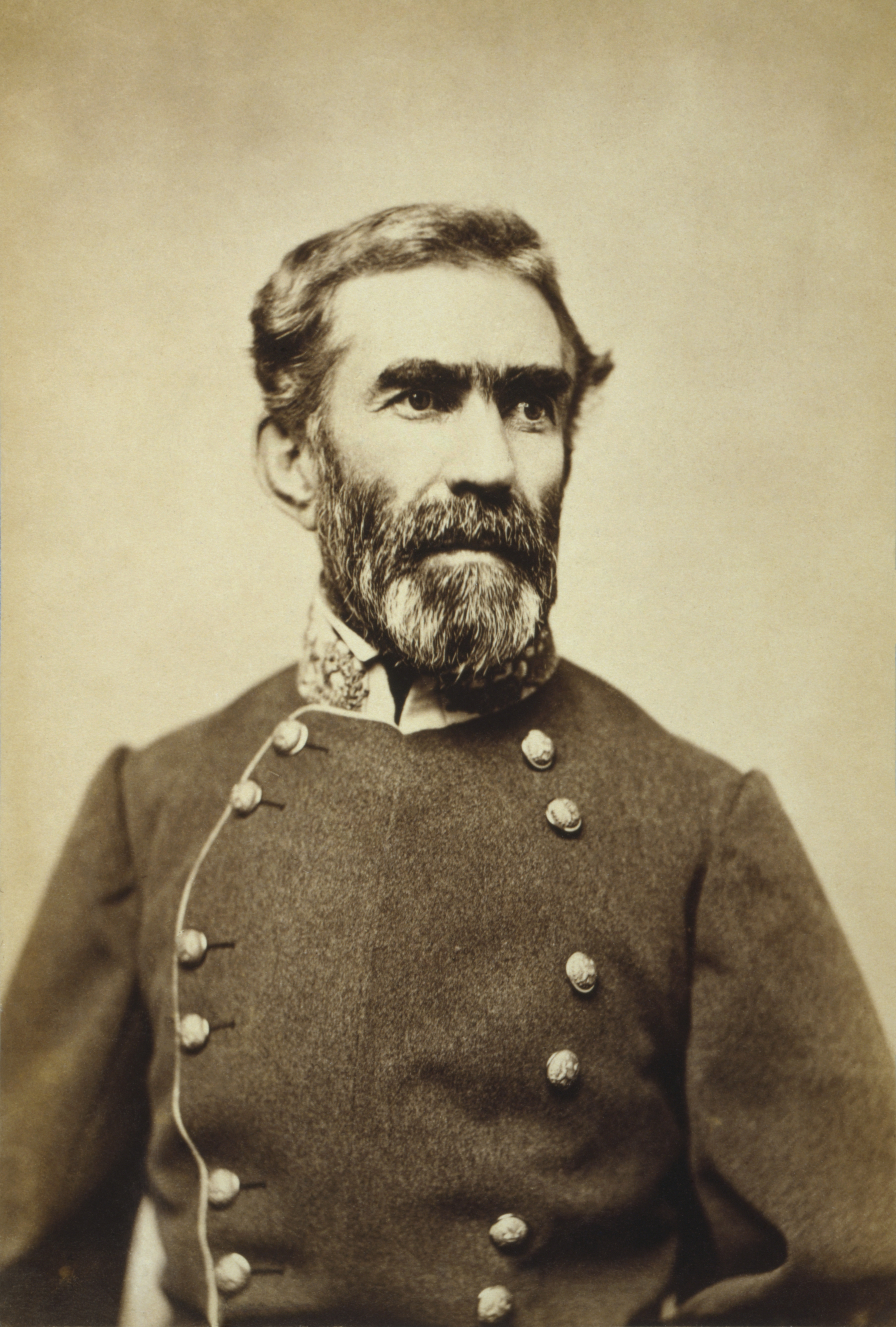
Braxton Bragg

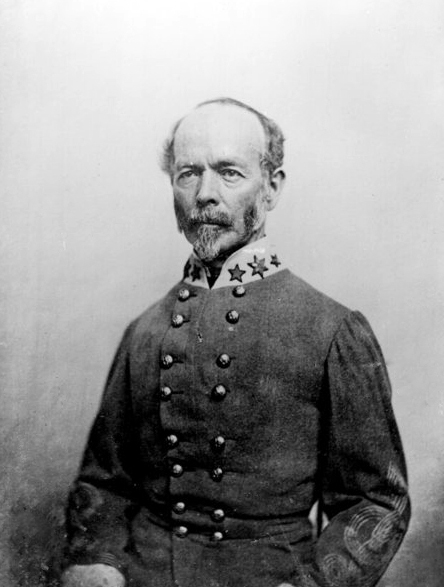
Joseph Johnston

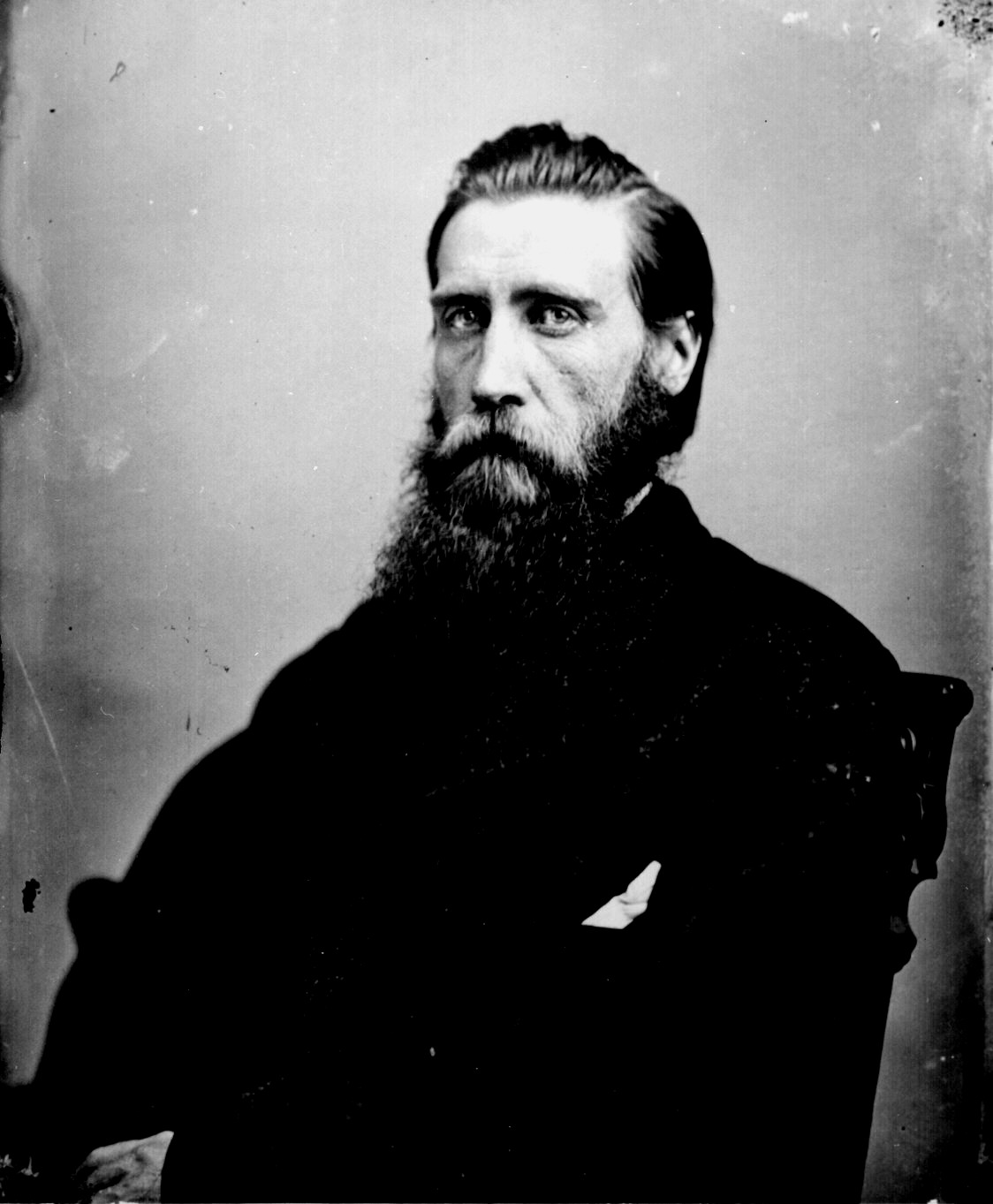
John Bell Hood

Armia została sformowana 20 listopada 1862 roku, jako kontynuacja Armii Missisipi (ta brała udział w bitwach pod Shiloh oraz Perryville). Jej pierwszym dowódcą był generał Braxton Bragg, pod którego wodzą starła się z Armią Cumberland gen. dyw. Williama Rosecransa nad Stones River 31 grudnia. Jednakże Bragg został zmuszony do wycofania się z Murfreesboro, następnie do Tullahomy.

### 1863
Latem 1863 roku, Rosecrans  rozpoczął ofensywę, nazywaną później kampanią w Tullahomie (od miejsca stacjonowania sztabu głównego sił Konfederacji). Wojska Unii konsekwentnie spychały Bragga do północnej Georgii, co przyniosło Południu utratę ważnego węzła kolejowego w Chattanoodze. Jednakże posiłki w postaci I Korpusu Armii Północnej Wirginii pod Jamesem Longstreetem umożliwiły konfederatom pokonanie Rosencransa nad Chickamaugą we wrześniu 1863.
Po wiktorii Armia Tennessee obległa unionistów, zajmując pozycje na otaczających miasto wzgórzach. Armia Cumberland została wzmocniona przez armię gen. dyw. Ulyssesa Granta oraz dwa korpusy Armii Potomaku pod gen. dyw. Josephem Hookerem. Bragg posłał w tym czasie siły Longstreeta do Knoxville wraz z prawie całą kawalerią, dziesiątkując liczebność swojej armii. Przejąwszy dowodzenie, Grant zadał Braggowi potężny cios pod Missionary Ridge 25 listopada, zmuszając go do złożenia oblężenia i ucieczki do północnej Georgii.

### 1864
Krótko po tym wydarzeniu Bragg został zastąpiony na stanowisku wodza przez generała Josepha Egglestona Johnstona, który był znacznie bardziej lubiany przez żołnierzy, niż cierpki Bragg. W 1864, podczas walk o Atlantę Johnstonowi przyszło stawić czoła połączonym armiom gen. dyw. Williama Shermana, który miał rozkaz zniszczyć armię Tennessee – zdobycie Atlanty było drugorzędnym celem. Johnston, który uważał, iż podtrzymanie życia swojej armii było ważniejsze niż obrona terytorium, unikał potyczek z Shermanem, dokonując serii wycofań, co wywołało zniecierpliwienie w Richmond, zwłaszcza u prezydenta Konfederacji Jeffersona Davisa, który nigdy nie darzył generała wielką sympatią. Po flankującym manewrze Shermana nad rzeką Chattahoochee, konfederaci musieli wycofać się wprost do Atlanty. Krótko potem Johnston został zastąpiony przez gen. br. Johna Bella Hooda.
Dowództwo Hooda okazało się katastrofalne. Po kilku nieudanych próbach zmuszenia Shermana do ujścia spod Atlanty, miasto zostało schwytane przez Unię 2 września. Miast nadal nękać siły Unii, Hood zawrócił na zachód i ruszył do Tennessee, pozwalając Shermanowi na nie blokowany przez nikogo marsz ku morzu. W tym czasie Hood stanął przed starym wrogiem swoich oddziałów, armią Cumberland, pod gen. dyw. George’em Thomasem, jak również armią Ohio gen. dyw. Johna Schofielda. 30 listopada 1864 roku, Hood zaatakował Schofielda pod Franklin, tracąc prawie 1/4 ludzi, jednakże nie przestał nacierać w kierunku centralnego Tennessee, gdzie spróbował później zdobyć Nashville. 15 grudnia siły Thomasa przeprowadziły atak, łamiąc całkowicie opór konfederatów w bitwie pod Nashville. Armia Tennessee uciekała porzucając cały dobytek, działa i karabiny. Kiedy zatrzymali się wreszcie w Tupelo, ilość żołnierzy była o połowię mniejsza, w stosunku do lata, gdy Hood obejmował dowództwo.

### 1865
Hood zrezygnował z dowodzenia w styczniu – jego stanowisko przejął ponownie Johnston, który zebrał rozproszone jednostki, celem przeciwstawienia się Shermanowi sunącemu przez Karoliny.
Armia Tennessee poddała się pod Bennett Place w Karolinie Północnej 26 kwietnia 1865 roku.

## Organizacja korpusów
- Pierwszy Korpus
- Drugi Korpus
- Trzeci Korpus
- Korpus Kawaleryjski Forresta – Nathan Bedford Forrest

## Główne bitwy i kampanie
- Kampania w Kentucky (Bragg)
- Bitwa nad Stones River (Bragg)
- Bitwa nad Chickamaugą (Bragg)
- III bitwa pod Chattanoogą (Bragg)

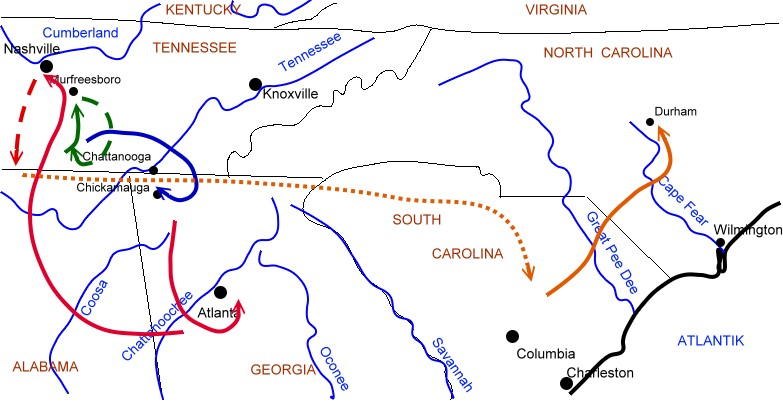
Marszruta Armii Tennessee, 1862 do 1865.

- Kampania w Atlancie (Johnston, zastąpiony przez Hooda)
- Kampania Franklin-Nashville (Hood)
- Kampania w Karolinach (Johnston)

## Dodatkowe źródła
- Connelly, Thomas Lawrence, Army of the Heartland: The Army of Tennessee, 1861-1862, Louisiana State Univ Press, 1967, ISBN 0-8071-0404-3.
- Connelly, Thomas Lawrence, Autumn of Glory: The Army of Tennessee, 1862-1865, Louisiana State University Press, 1996, ISBN 0-8071-0445-0.
- Larry J. Daniel, Soldiering in the Army of Tennessee: A Portrait of Life in a Confederate Army, Chapel Hill: University of North Carolina Press, 1991, ISBN 0-8078-2004-0, OCLC 23691285. Brak numerów stron w książce
- Haughton, Andrew, Training, Tactics and Leadership in the Confederate Army of Tennessee, Routledge, 2000, ISBN 0-7146-5032-3.
- Horn, Stanley Fitzgerald, The Army of Tennessee, University of Oklahoma Press, 1993, ISBN 0-8061-2565-9.
- Liddell, St. John Richardson, Liddell’s Record, American Society for Training & Development, 1997, ISBN 0-89029-314-7.
- McMurry, Richard M., Two Great Rebel Armies: An Essay in Confederate Military History, Univ of North Carolina Press, 1989, ISBN 0-8078-1819-4.
- Steven E Woodworth, Jefferson Davis and His Generals: The Failure of Confederate Command in the West, Lawrence, Kan.: University Press of Kansas, 1990, ISBN 0-7006-0567-3, OCLC 20594089. Brak numerów stron w książce